# サワルリソウ属
サワルリソウ属（Ancistrocarya Maxim. (1872)）は、ムラサキ科の属。

## 特徴
中型の多年草。茎は直立し、葉は茎の中部にやや密に集まって互生する。花序は先が巻いた巻散花序（さそり形花序）から、成長して長い総状になり、花は茎頂付近に数個がまばらにつく。苞は花序の下部のみにつく。萼は5深裂し、花冠は筒状鐘形で先端が5裂して瓦重ね状になり、喉部に上向きの細毛があるが付属体はない。果実は分果になり、1-2個だけが灰白色に成熟し、骨質で光沢があり、先端は長く伸び、鉤状にまがる。日本固有の属。

## 種
日本にサワルリソウ Ancistrocarya japonica Maxim.1種のみがある。

## 名前の由来
属名 Ancistrocarya は、ギリシア語で ancistron + caryon、「鈎」+「堅果」の意味で、果実の先端が釣針のように屈曲していることによる。